# Skytts kontrakt
Skytts Provsti eller Skyds Provsti (svensk: Skytts kontrakt eller Skytts prosteri) er et provsti i Lunds Stift indenfor Svenska kyrkan. Provstiets menigheder virker indenfor Vellinge kommun og Trelleborgs kommun. 

## Historie
Provstiet er nævnt i 1500-tallet. Den 31. december 1961 blev provstiet indlemmet i Oxie og Skytts Provsti (Oxie och Skytts kontrakt). 
Provstiet blev genoprettet den 1. januar 1974. Det nye provsti fik også tilført menigheder fra Vemmenhögs, Ljunits og Herrestads Provsti (Vemmenhögs, Ljunits och Herrestads kontrakt).
Provstiet ligger stort set i det gamle Skyds Herred.